# Xylouris White
Xylouris White je hudební duo, které se skládá z řeckého loutnisty Giorgose Xylouria a australského bubeníka Jima Whita. Jako duo hudebníci hrají od konce roku 2013, kdy spolu začali vystupovat v New Yorku. Poprvé se však setkali již v roce 1990, když Xylouris vystupoval jako člen kapely svého otce Antonise. White následně roku 2009 vystupoval s Xylouriovou rodinnou kapelou. Své první album duo vydalo v roce 2014 pod názvem Goats. V roce 2015 odehráli světové turné a roku 2016 vydali druhou desku Black Peak. Producentem obou alb byl Guy Picciotto.